# Damaris Cudworth Masham
Damaris Cudworth Masham (18 de enero de 1659 – 20 de abril de 1708) fue una escritora, filósofa y teóloga inglesa de corte protofeminista y defensora de la educación de las mujeres. Con una extensa carrera, sus obras más importantes son Un discurso acerca del amor de Dios (1696) y Pensamientos ocasionales en referencia a una vida cristiana o virtuosa (1705).

## Biografía
Damaris Masham nació el 18 de enero de 1659 en Cambridge, Inglaterra, y era hija de Damaris Masham y del platónico Ralph Cudworth, profesor de la Universidad de Cambridge. Poco se sabe de su educación, pero tuvo la ventaja de haber nacido en una familia con una biblioteca considerable. A pesar de sus problemas de visión y del hecho de que su padre era uno de los hombres más sabios de su generación, no le enseñó latín ni griego, aunque aprendió francés, ya que se consideraba un requisito indispensable para la alta alcurnia y la propagación de ideas ilustradas en la época. Aprendió latín más tarde, de acuerdo con el método recomendado en la obra de Locke Algunos pensamientos sobre la educación. Su interés en la filosofía se nutrió de la lectura de los platónicos de Cambridge Ralph Cudworth, Henry More y John Smith, lo que le resultaría útil para forjar una productiva amistad con Locke.
Así, a diferencia de la mayoría de las mujeres de su tiempo, Damaris Cudworth tenía las ventajas relativas de una familia y una amistad que fomentaron el desarrollo de un interés por la filosofía. Por el contrario, su matrimonio en 1685 con Sir Francis Masham, escudero de Essex y viudo con nueve hijos, no fomentó sus oportunidades filosóficas. Tuvo un hijo con él, Francis Cudworth Masham.
No se conservan retratos Damaris Cudworth Masham.

## Su filosofía
Las obras filosóficas de Lady Masham constituían solo una pequeña parte de su actividad filosófica. Sus cartas a Locke y su correspondencia con Leibniz muestran que su interés por la filosofía fue mucho más allá de lo que finalmente publicó. Sus dos libros, Un discurso acerca del amor de Dios (1696) y Pensamientos ocasionales en referencia a una vida cristiana o virtuosa (1705), se imprimieron de forma anónima con la intención de que sus ideas pudieran difundirse, ya que publicarlas bajo su nombre la habría limitado por tratarse de una mujer. También publicó una biografía de Locke, una de las primeras impresas del filósofo.
Ambas obras de Cudworth, Un discurso acerca del amor de Dios y Pensamientos ocasionales, ofrecen una visión optimista de los seres humanos como criaturas racionales y sociales motivadas por el amor a la felicidad. Esa idea consiste en el disfrute del placer obtenido a través del ejercicio regulador de la razón. De acuerdo a sus preceptos, esto nos conduce a una mayor felicidad. Los elementos lockeanos de ambas obras llevaron a que algunos las atribuyeran directamente a Locke. No obstante, el platonismo de sus antecedentes sigue siendo evidente, especialmente en la postura religiosa y ética que conecta sus dos tratados, que están relacionados con la ética práctica. Al igual que Locke y los platónicos de Cambridge, Lady Masham sostuvo que la moral se basa en la razón y en la libertad de actuar. También están de acuerdo en que el final de la ética es la felicidad humana, y que el ejercicio de la virtud requiere una disposición correcta de la mente. Mientras que ella está más cerca de Locke en epistemología, sobre ética, está más cerca de Cudworth (padre) que de Locke por su aceptación de que los principios morales existen independientemente como parte de la naturaleza de las cosas, su creencia en el libre albedrío y en su anti-voluntarismo.

## Correspondencia con Locke
Damaris Cudworth y Locke se conocieron en algún momento antes de 1682 (probablemente a través de su amigo mutuo, Edward Clark). En todos los aspectos, Locke la tenía en alta estima como filósofa, especialmente al convertirse en defensora de su pensamiento. Su relación, al menos en las primeras etapas, era más que una simple amistad intelectual. Entre sus primeras cartas se encuentran una serie de poemas de amor pastorales, conducidos bajo los nombres de Plume, Philoclea y Philander y se continuaron correspondiendo en una variedad de temas filosóficos durante los años de Locke en Holanda.

“La religión es la preocupación de toda la humanidad; la filosofía, en distinción de ella, solo de aquellos que están libres de los asuntos del mundo... y, en efecto, los placeres de esta vida son tan insignificantes y transitorios, y sus preocupaciones son tantas y amargas, que creo que alguien debe ser muy miserable y estúpido para no buscar la satisfacción en otra cosa, si uno cree que está por hallarse". 
Carta 1040 a Locke del 7 de abril de 1688.

## Correspondencia con Leibniz
Entre 1704 y 1706, Lady Masham mantuvo correspondencia con Leibniz. Esto le dio la oportunidad de discutir la filosofía de Leibniz con él directamente, y de que Leibniz discutiera la filosofía de su padre, Ralph Cudworth. Lady Masham conocía la filosofía de Leibniz solo indirectamente del Periódico de los sabios de 1695, y del artículo de Bayle Rorarius en la primera edición de su Diccionario histórico y crítico. Ella discrepó de Leibniz en varios puntos, incluida su teoría de la armonía preestablecida, la naturaleza de la sustancia y el libre albedrío. La defensa de Lady Masham del “Verdadero Sistema Intelectual del Universo” de su padre es reveladora. Muestra que estaba en desacuerdo con Leibniz acerca de la cuestión de si podría existir tal cosa como la sustancia no extendida, al mismo tiempo que le mostraba su respeto por él y su predisposición a defenderlo de sus detractores, como Pierre Bayle. También queda patente en su correspondencia con Leibniz que no había abandonado sus principios platónicos a los que se había suscrito antes de conocer a Locke.

## Un discurso acerca del amor de Dios
Un discurso acerca del amor de Dios (1696) se escribió en respuesta a una colección de cartas de John Norris y Mary Astell publicadas como Cartas acerca del amor de Dios (1695). Norris había atacado, en 1690 en su obra Reflexiones superficiales, la obra de Locke Ensayo sobre el entendimiento humano. La crítica de Lady Masham a Norris y Astell también está dirigida, indirectamente, a Nicolas Malebranche, de quien Norris fue el discípulo inglés más importante. Cudworth define el amor desde una óptica lockeana como "compasión". Norris había sostenido que Dios es la causa inmediata de placer para nosotros y, por lo tanto, es el único y propio objeto de nuestro amor. Las criaturas son, por lo tanto, meras causas ocasionales de efectos agradables en nosotros, y nuestro amor por las criaturas es inferior y secundario a nuestro amor por Dios. En respuesta, Lady Masham argumenta que nuestro amor por Dios no proviene de una idea divinamente inspirada de este en nuestras mentes, sino de observar el mundo que nos rodea, de donde concluimos, racionalmente, que debemos amor a su creador, Dios. Su objeción fundamental al ocasionalismo de Norris es que socava la base de la moralidad ya que, al denigrar las obras de Dios, socava los vínculos de la sociedad humana y la base misma de la moralidad cristiana. En oposición a Norris, Lady Masham enfatiza la importancia de la moralidad práctica, argumentando que es parte integral de la conducta religiosa.

## Pensamientos ocasionales en referencia a una vida cristiana o virtuosa
En Pensamientos ocasionales en referencia a una vida cristiana o virtuosa (1705), Masham se propone defender el cristianismo razonable del deísmo por una parte y de la superstición por otra. El libro también es, en parte, una respuesta a la obra de Mary Astell La religión cristiana profesada por una hija de la Iglesia, que se publicó a su vez como respuesta a Un discurso acerca del amor de Dios. Su discusión sobre el papel de la razón en asuntos religiosos incluye la relación entre religión y moralidad. Al desarrollar aún más los argumentos sobre la moralidad práctica que ella había expuesto en Pensamientos ocasionales, también expone sus puntos de vista sobre la educación. Por una parte, contra los deístas, Masham insiste en la importancia de la revelación y la fe y niega que la religión natural basada puramente en la razón sea posible. Por otra parte, la creencia religiosa que ignora el papel de la razón en la religión es mera superstición y dará lugar al fanatismo y el ateísmo, porque "una religión irracional nunca puede concebirse de manera racional para venir de Dios" (Pensamientos ocasionales, p. 36).
En opinión de Masham, el catolicismo romano, con su énfasis en los aspectos externos de la religión es en gran medida la superstición. Por su parte, Lady Masham enfatiza en el aspecto moral de la religión, su aplicación práctica, y no en el contenido doctrinal. Ella comparte la opinión de Locke de que la vida virtuosa es más importante que el ceremonial religioso. Al igual que Locke en su Carta sobre la tolerancia, Cudworth sostiene que la conducta moral es fundamental para la práctica religiosa. En consecuencia, ella argumenta que la moral y la religión no deben separarse en la instrucción religiosa. Además, las libertades civiles y religiosas son necesarias para el ejercicio de la virtud. Y la educación es el medio clave para inculcar la virtud, que debe aprenderse no a través del precepto, sino desarrollando una comprensión racional de los principios morales.
Cudworth enfatiza el papel clave de las madres en sentar las bases de la moralidad a través de la educación de sus hijos. Es este punto práctico la que la lleva a defender la educación de las mujeres.